# 马斯多维尼翁
马斯多维尼翁（法語：Mas-d'Auvignon，法語發音：[mas doviɲɔ̃]）是法国热尔省的一个市镇，位于该省北部，属于孔东区和热尔洛马涅市镇公共社区。

## 地理
马斯多维尼翁（43°53'27"N, 0°30'11"E）面积13.74 平方千米，位于法国奧克西塔尼大區热尔省，该省份为法国西南部内陆省份，北起顺时针与洛特-加龙省、塔恩-加龙省、上加龙省、上比利牛斯省、大西洋比利牛斯省和朗德省接壤。
与马斯多维尼翁接壤的市镇（或旧市镇、城区）包括：布拉济耶尔、拉莫特戈阿、罗克皮讷、圣奥朗斯-小普伊、圣皮伊、拉索沃塔、泰罗布。
马斯多维尼翁的时区为UTC+01:00、UTC+02:00（夏令时）。

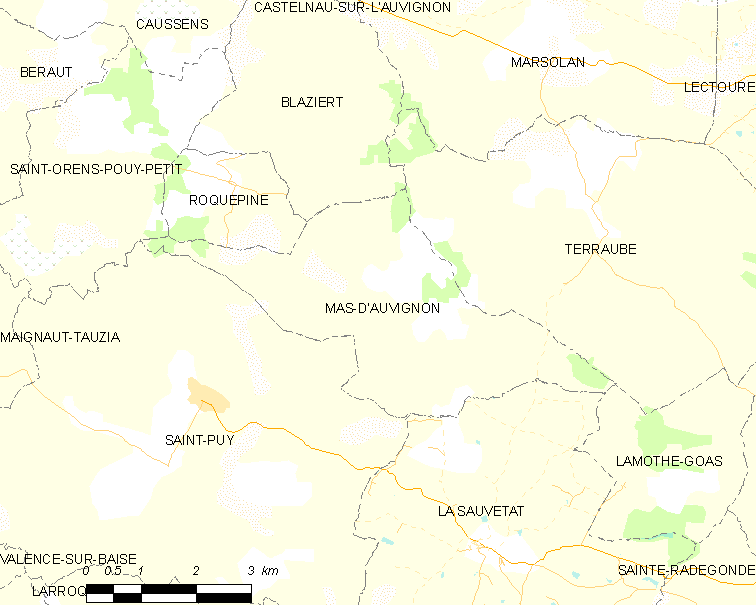
马斯多维尼翁的OSM定位图

## 行政
马斯多维尼翁的邮政编码为32700，INSEE市镇编码为32241。

## 政治
马斯多维尼翁所属的省级选区为莱克图尔-洛马涅县。

## 交通
热尔省省道D42线和D204线在市中心交汇。

## 人口

1962-2008年间马斯多维尼翁人口变化图示

马斯多维尼翁于2022年1月1日时的人口数量为169人。